# Macău, Cluj
Macău (în maghiară Mákófalva) este un sat în comuna Aghireșu din județul Cluj, Transilvania, România.

## Date geografice
Altitudinea medie: 515 m

## Istoric
În Evul Mediu sat preponderent maghiar, aparținând episcopatului ardelean, apoi domeniu latifundiar al Gilăului.
În anul 1894 domnul Iuliu Szabo, capelan greco-catolic din Macău a dat pentru tipărire "Predicile  lui Iustin Popfiu". Aceasta s-a făcut în folosul comunității române din sat.

## Lăcașuri de cult
- Biserica Reformată-Calvină a fost reconstruită; numai un fragment din boltă este original (1646).
- Biserica de lemn din Macău.

## Demografie
În anul 1992 număra 805 locuitori, dintre care 789 maghiari și 16 români. Sub aspect confesional, 733 de cetățeni s-au declarat reformați, 20 baptiști, 17 ortodocși ș.a.

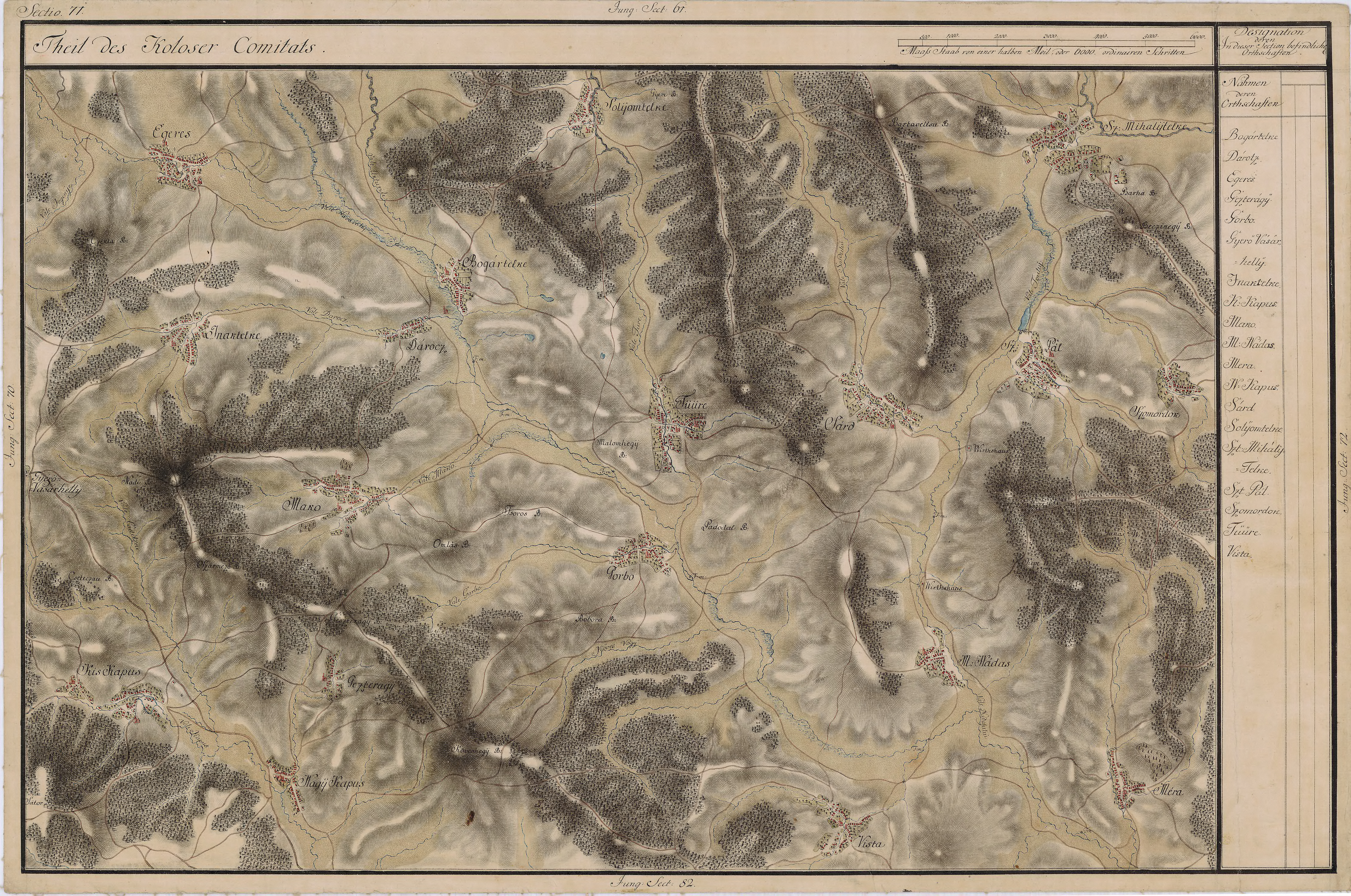
Macău pe Harta Iosefină a Transilvaniei, 1769-1773

## Galerie de imagini

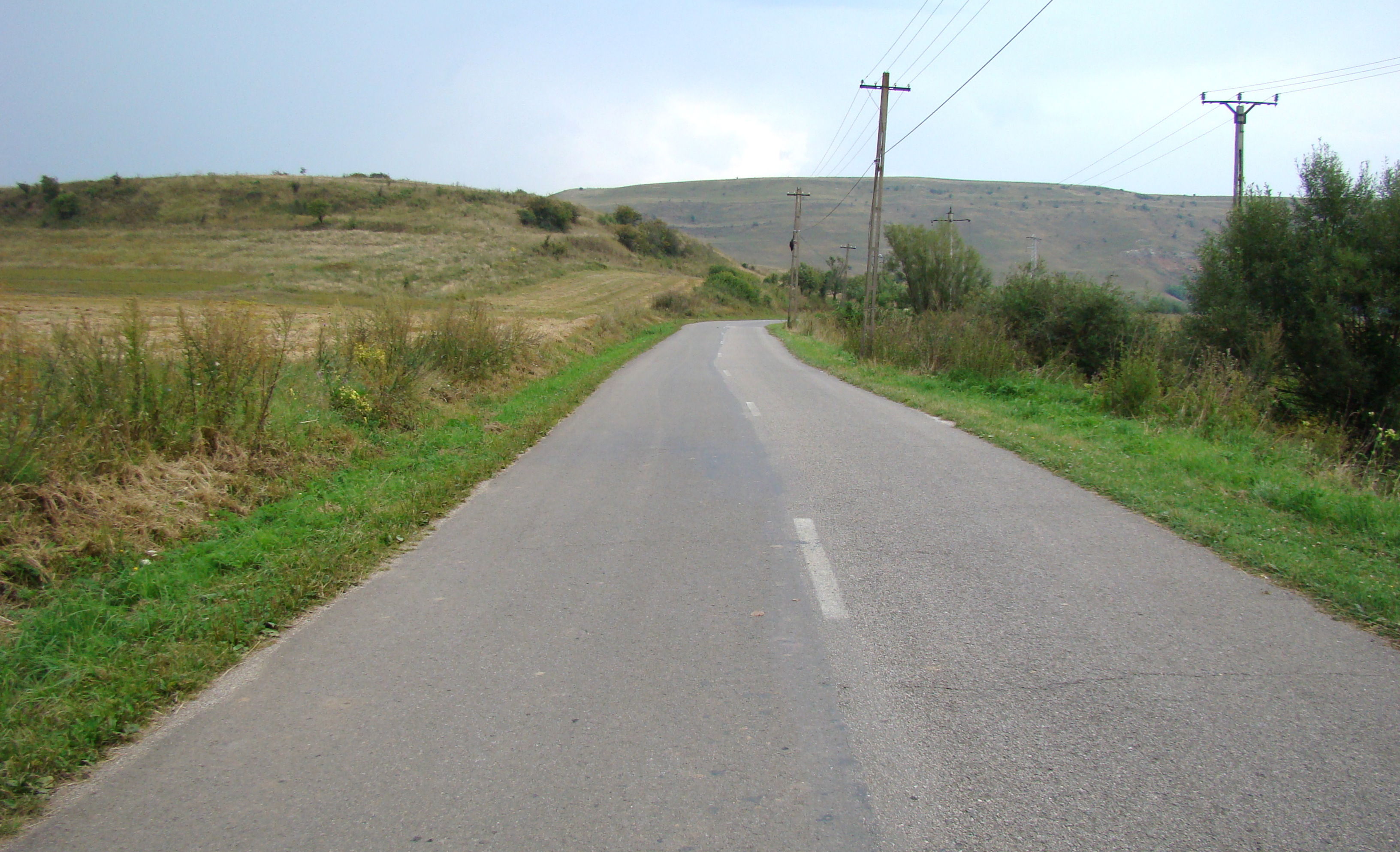
Drumul Aghireșu-Macău
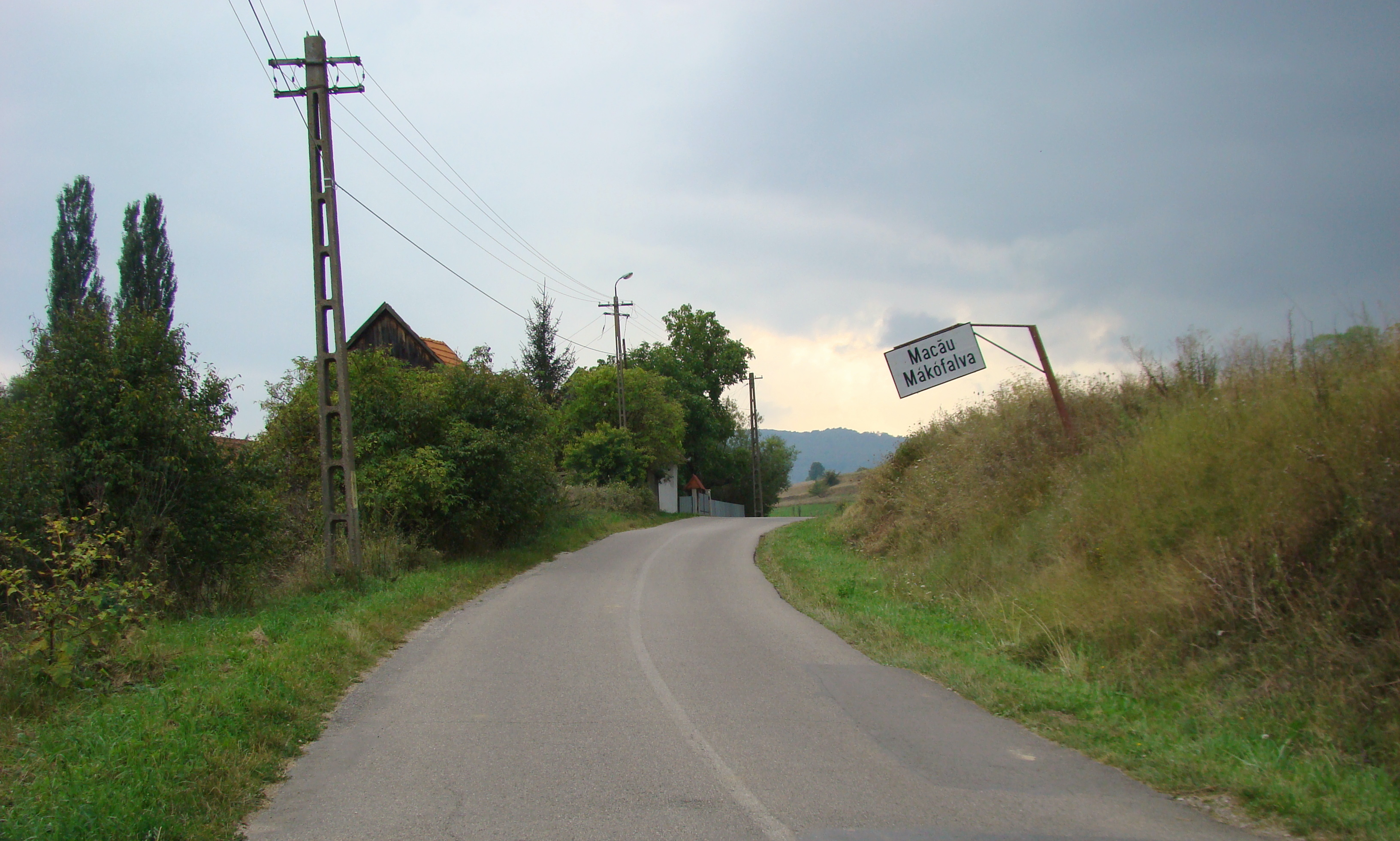
Intrarea în localitate
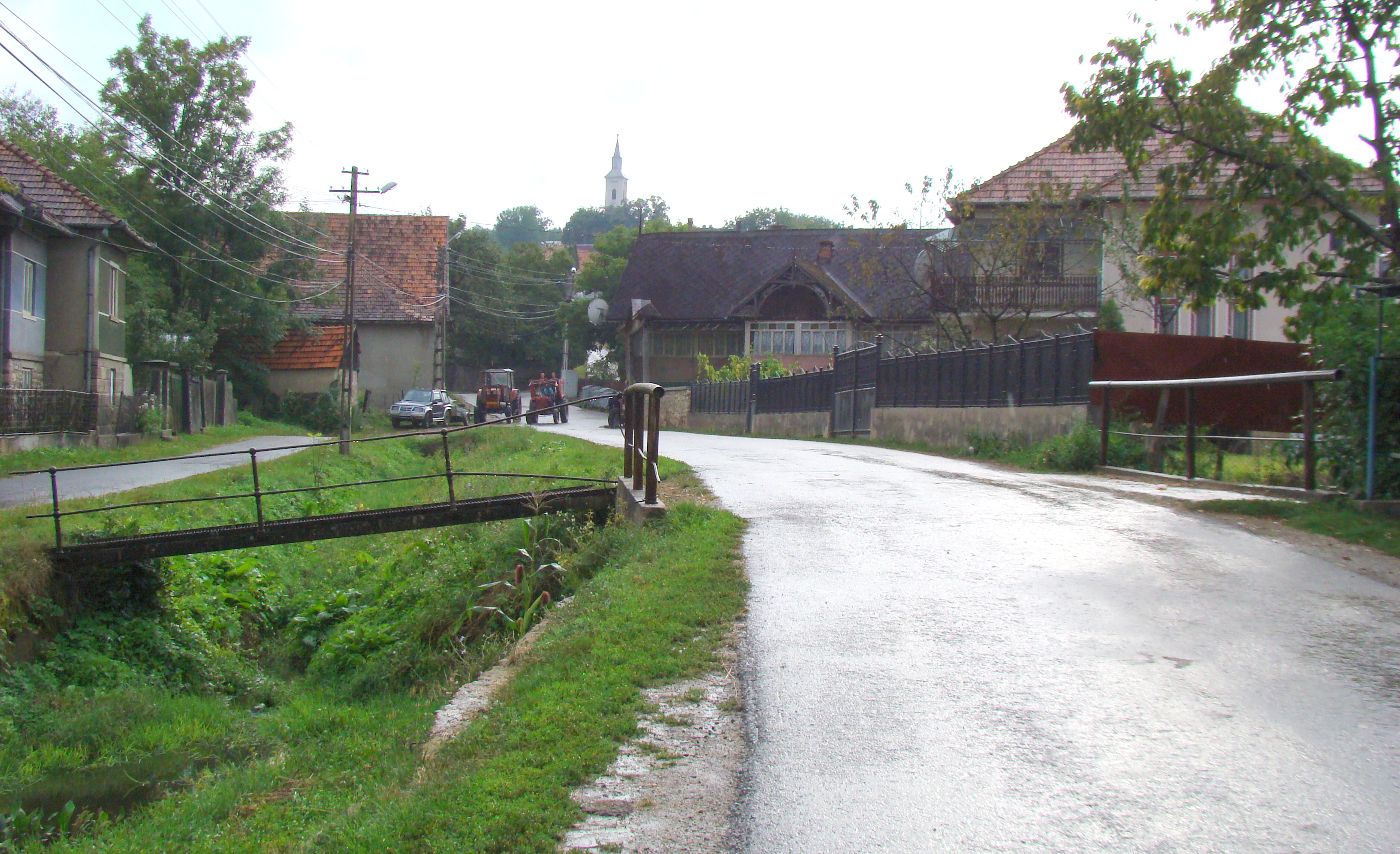
Macău, județul Cluj
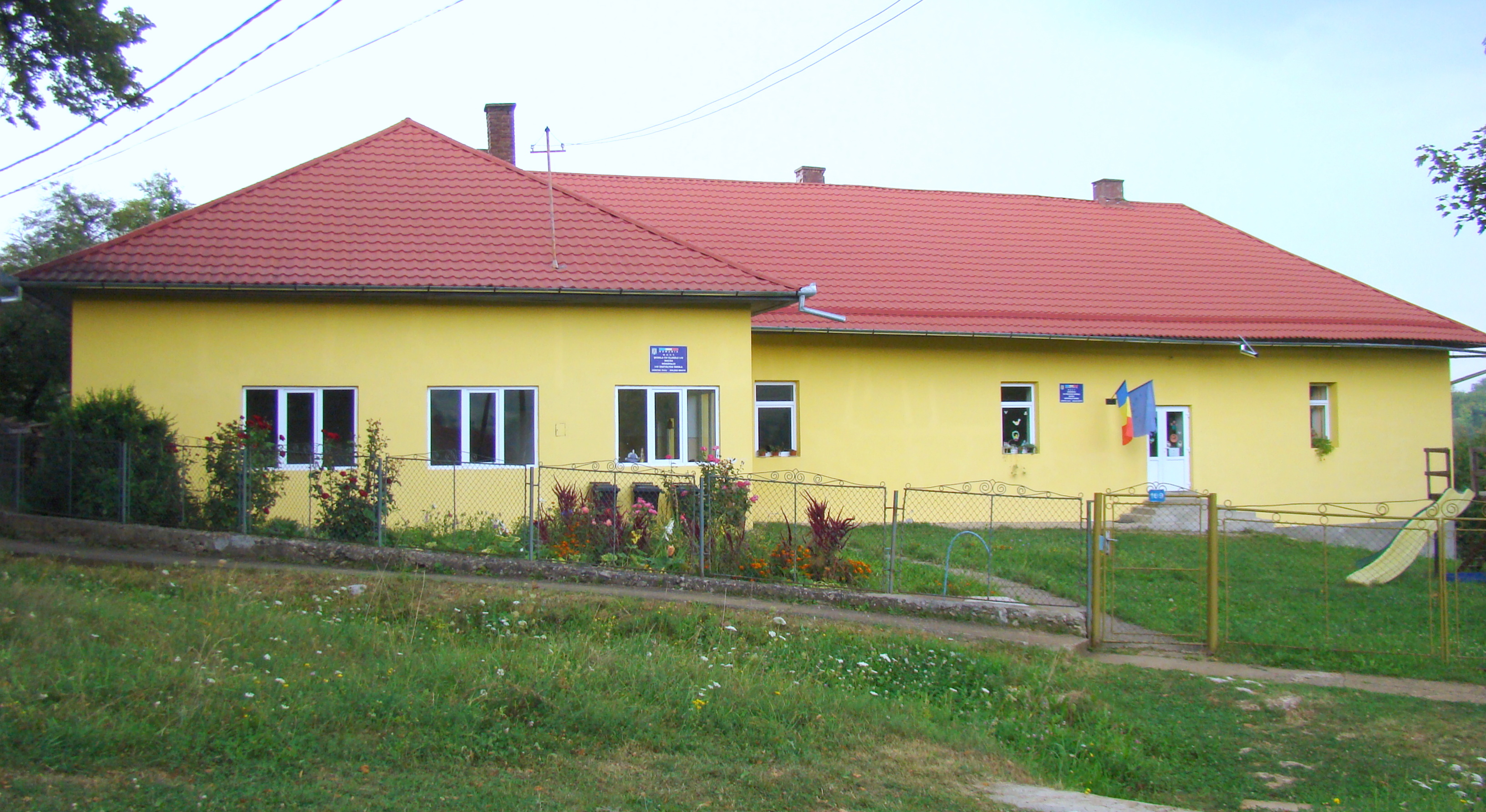
Școala și grădinița
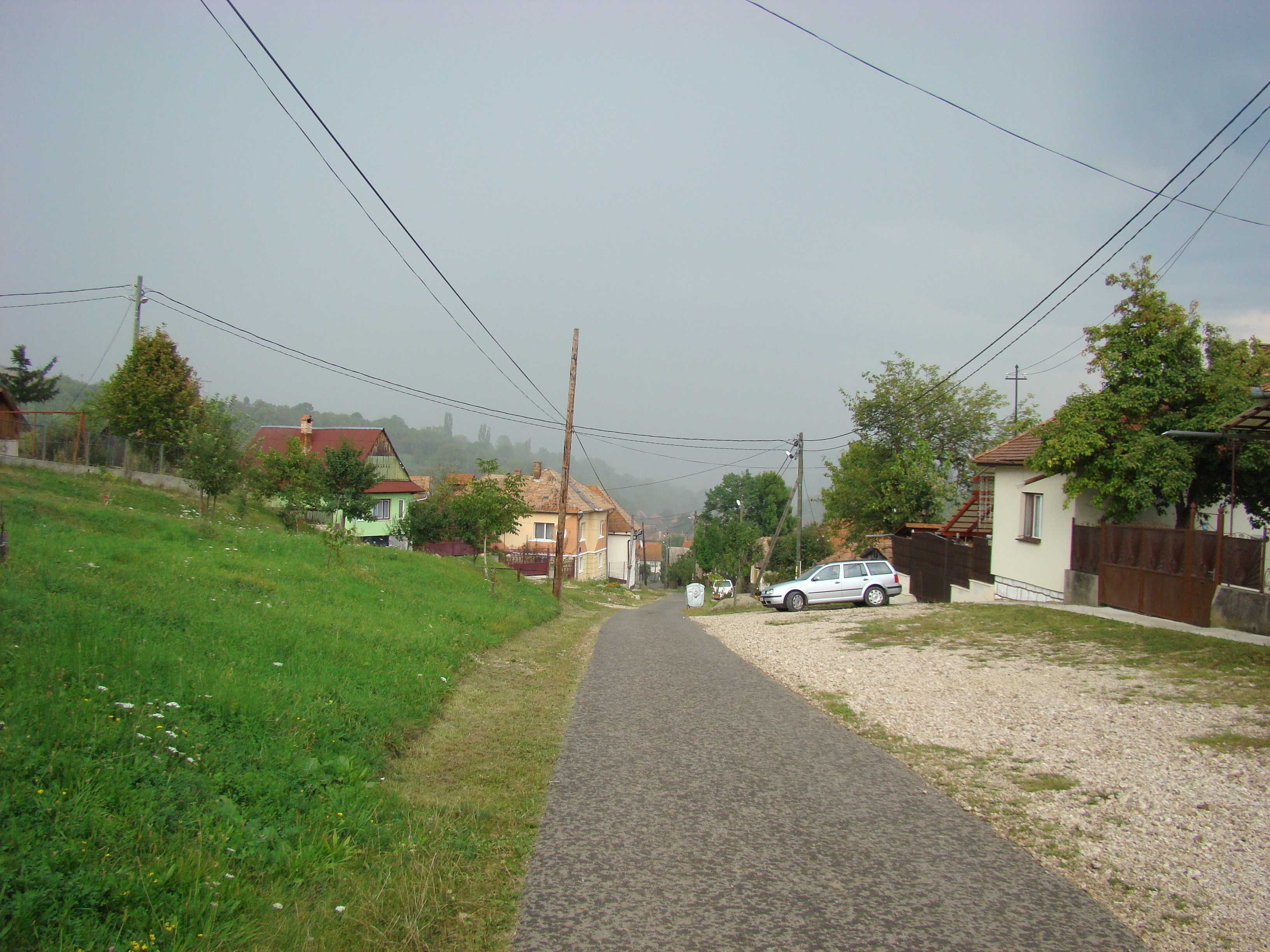
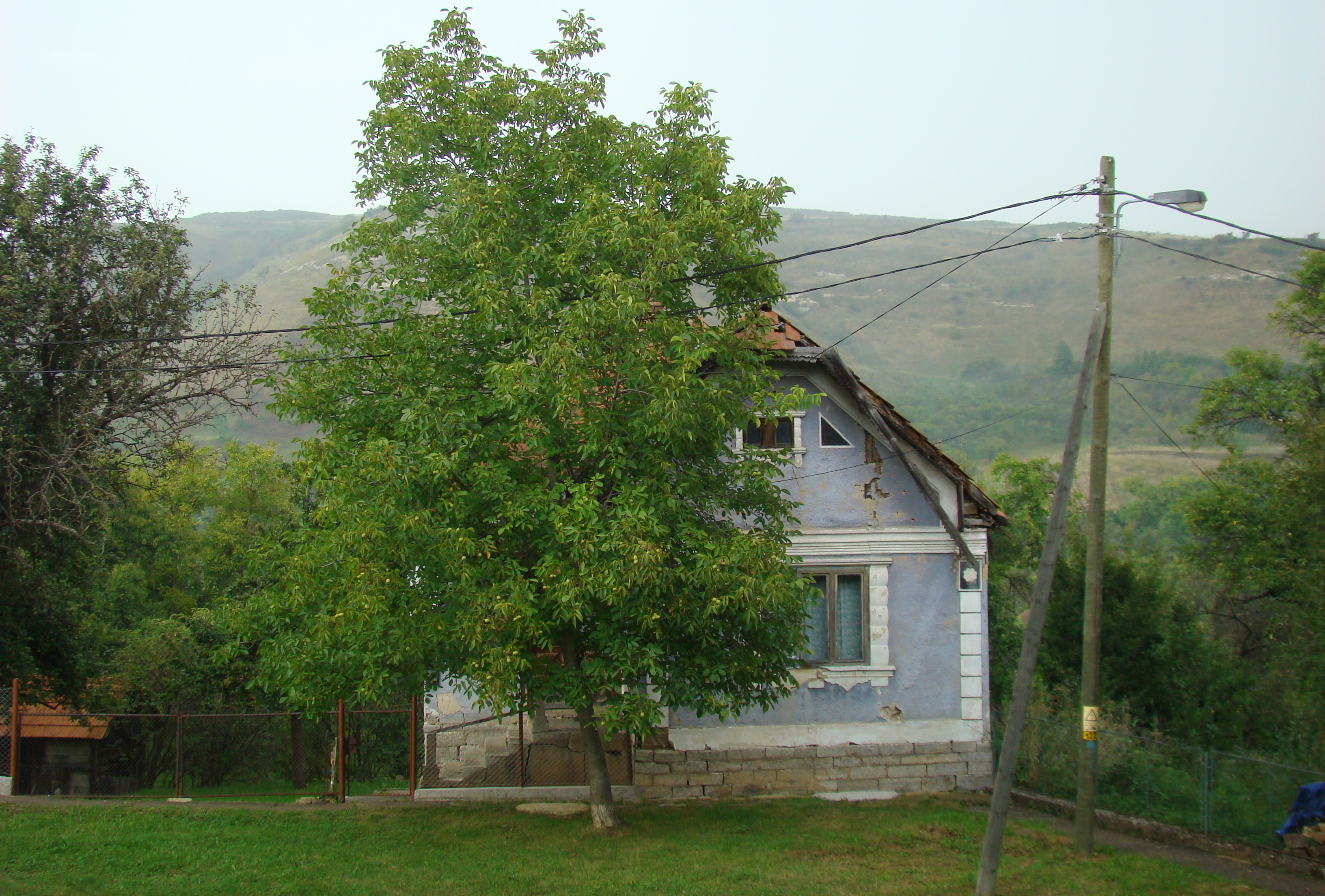
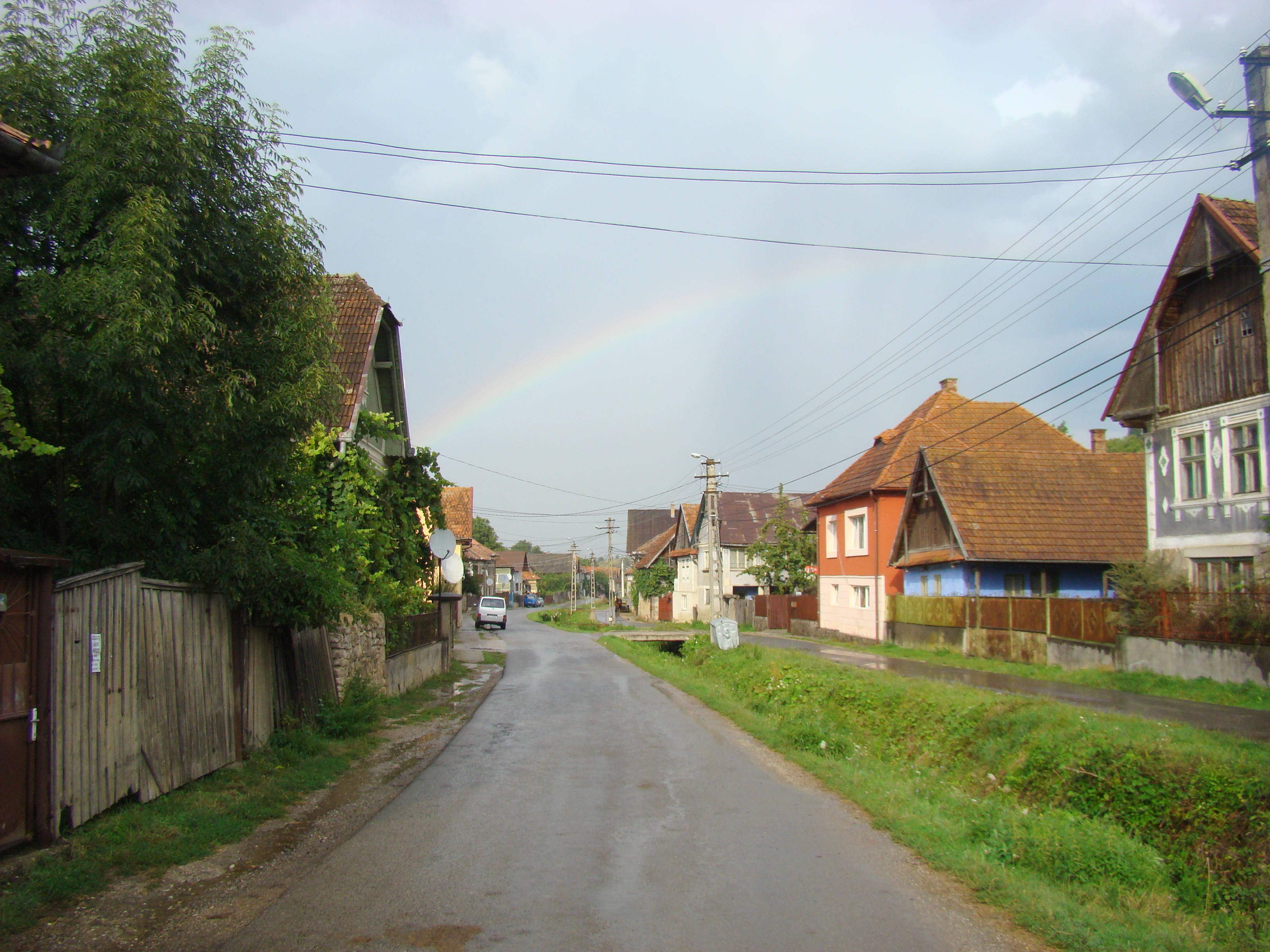
Macău, județul Cluj
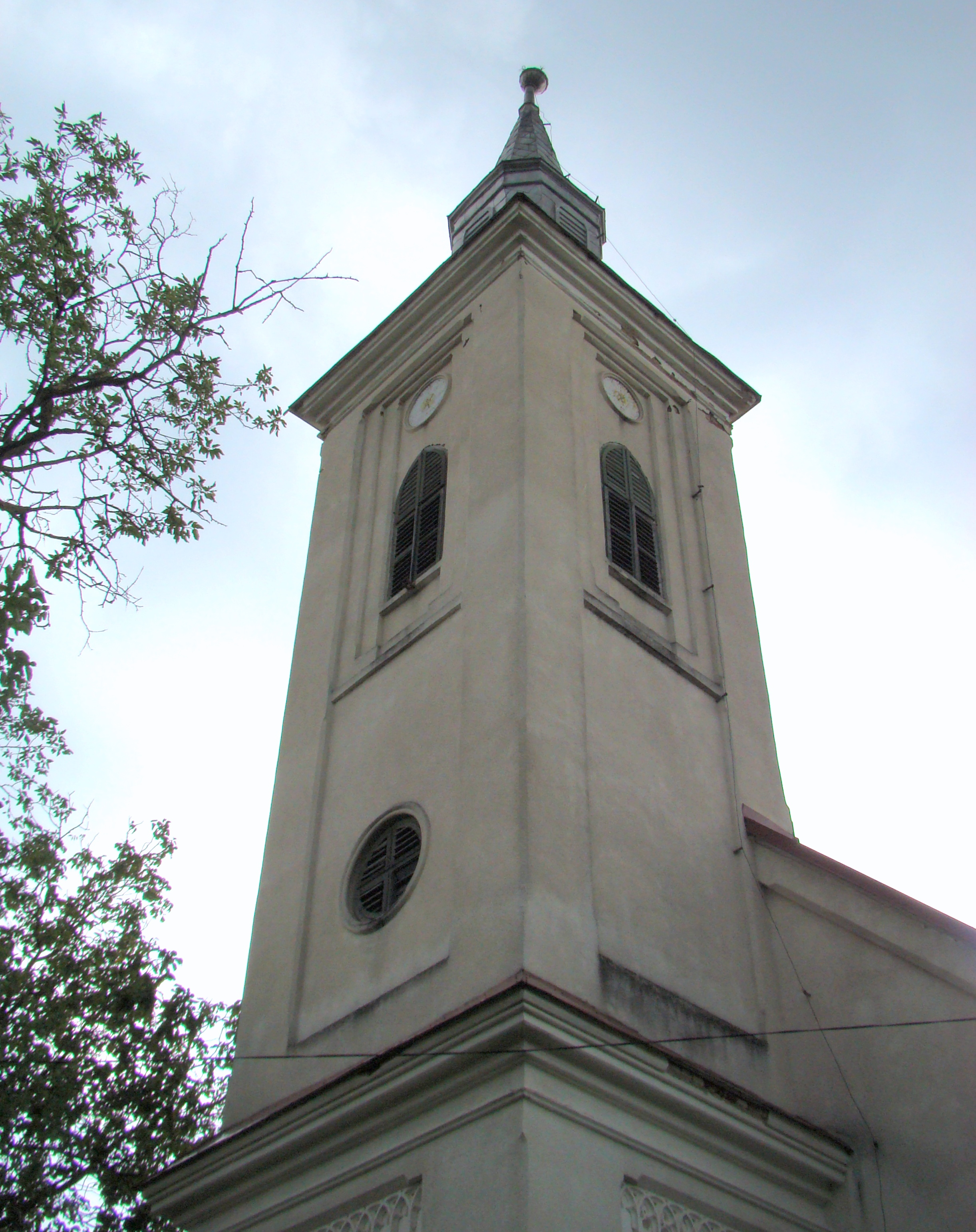
Turnul bisericii reformate
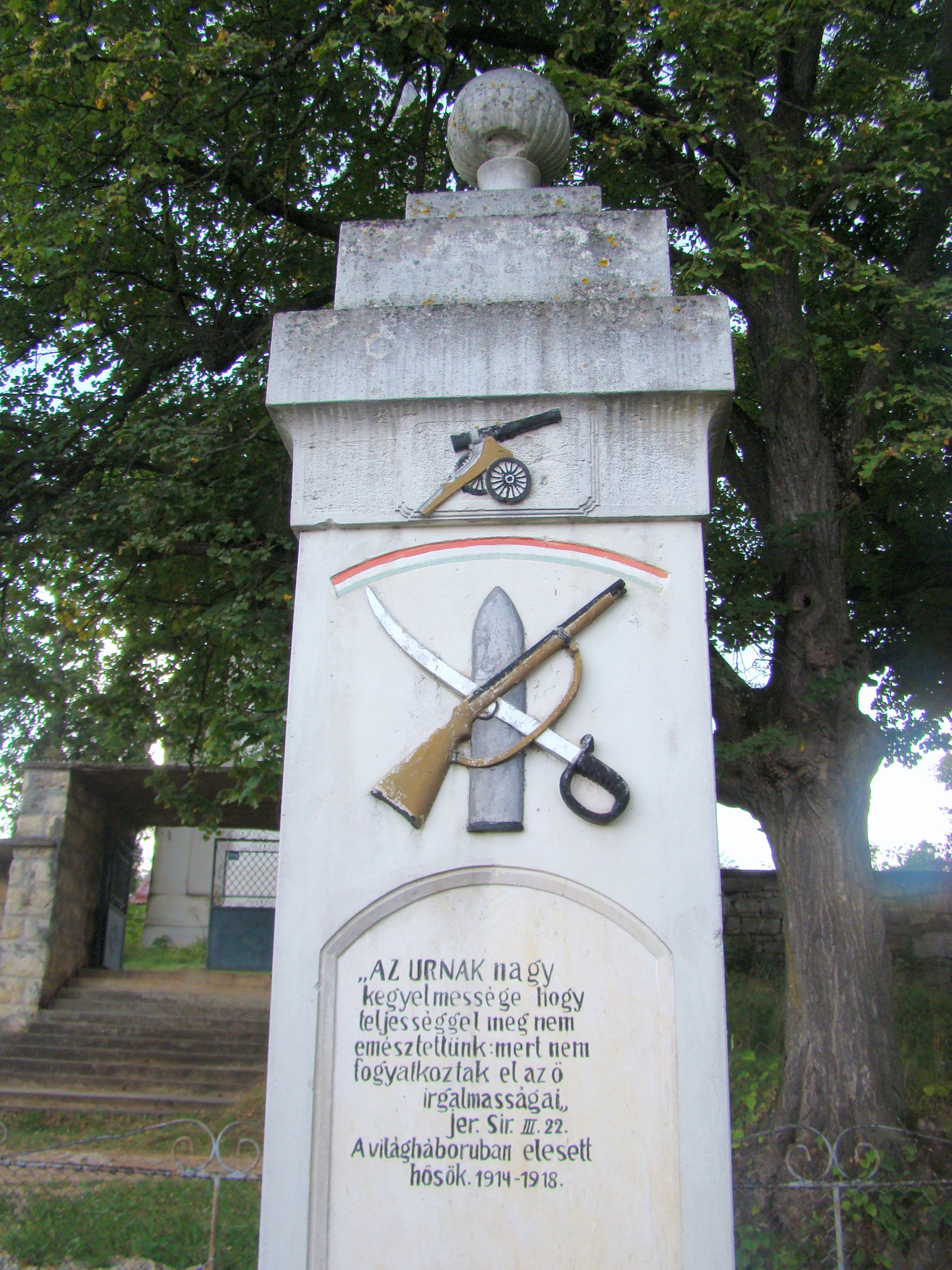
Monumentul Eroilor maghiari din satul Macău
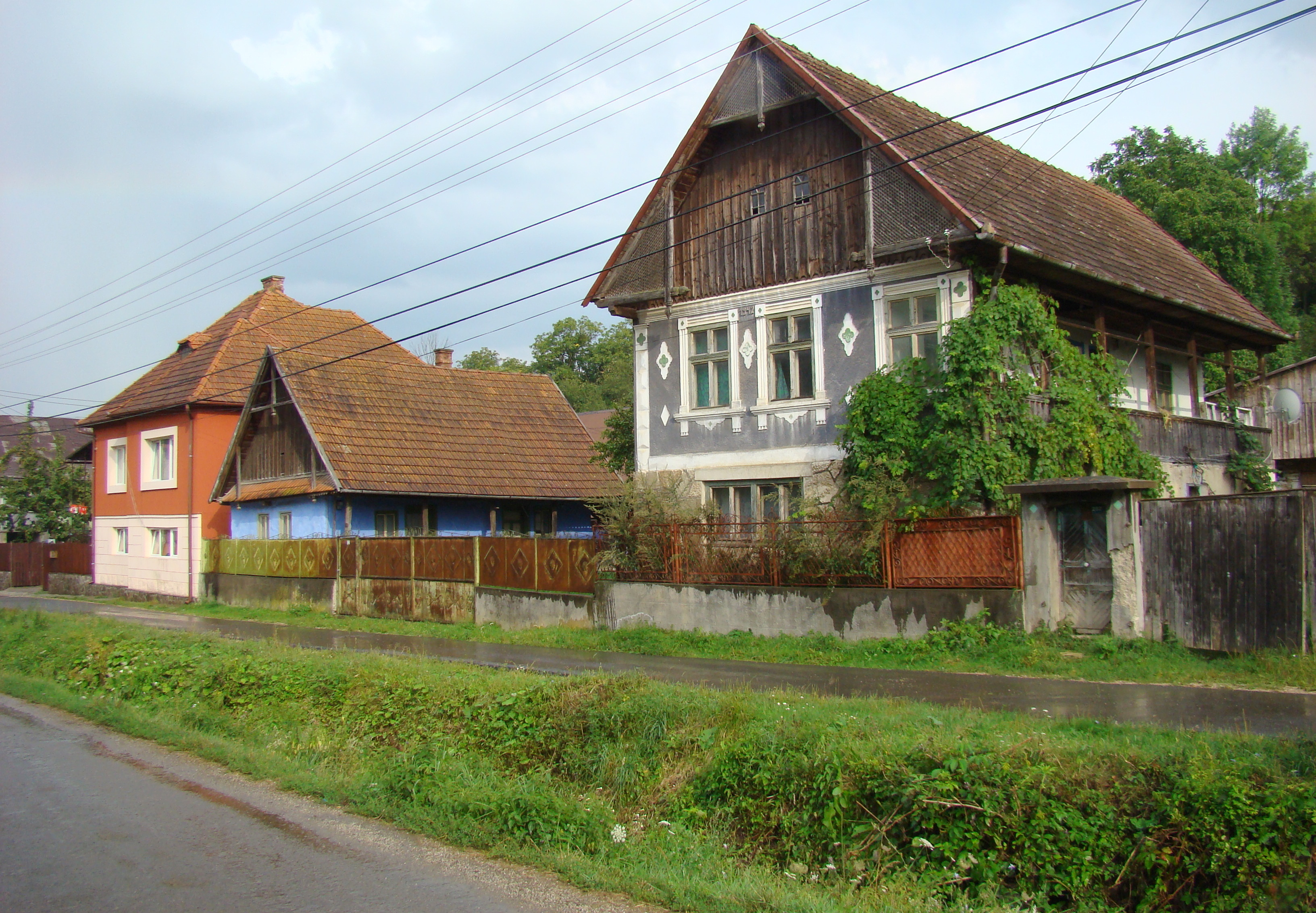
Macău, județul Cluj